# Kasper Green Larsen
Kasper Green Larsen (né le 23 juin 1986) est un  informaticien théoricien danois. Il est - en 2020 - professeur associé au MADALGO (Center for Massive Data Algorithmics) de l'université d'Aarhus.

## Biographie
Kasper Larsen a obtenu son doctorat à l'université d'Aarhus en 2013 sous la direction de Lars Arge (en). Il travaille divers domaines d'informatique théorique, notamment sur les structures de données, la recherche par plage, les bornes inférieures, la réduction de dimensions, la théorie de la discrépance et les algorithmes de streaming.

## Prix distinctions
Il a obtenu plusieurs prix de meilleurs articles dans des conférences d'informatique théorique, notamment : 
- au Symposium on Foundations of Computer Science (FOCS'11), prix Machtey (en) ;
- au Symposium on Theory of Computing (STOC'12), Best Paper Award et  Best Student Paper Award (Danny Lewin Award)
- et à l'International Cryptology Conference (CRYPTO'18).

En 2019, Larsen est lauréat du prix Presburger de l'European Association for Theoretical Computer Science pour ses travaux sur les bornes inférieures d'algorithmes. Dans la laudatio, les rapporteurs soulignent notamment que
« Kasper Green Larsen a contribué de manière remarquable à l'étude des limites du calcul, pour des problèmes algorithmiques fondamentaux. Il a développé des approches et des techniques entièrement nouvelles pour établir des bornes inférieures, en surmontant des obstacles connus de longue date. Un premier exemple est la borne inférieure basée sur la théorie de l'information pour le modèle dit « cell probe » dans « The cell probe complexity of dynamic range counting » (présenté au Symposium on Theory of Computing, 2012). Depuis lors, Larsen a continué à explorer les limites des modèles de calcul et des blocs de construction algorithmiques dans de nombreux autres domaines, notamment en structure de données, en cryptographie et en apprentissage automatique. »